# Liste der Baudenkmäler in Euerdorf
Auf dieser Seite sind die Baudenkmäler in dem unterfränkischen Markt Euerdorf zusammengestellt. Diese Tabelle ist eine Teilliste der Liste der Baudenkmäler in Bayern. Grundlage ist die Bayerische Denkmalliste, die auf Basis des Bayerischen Denkmalschutzgesetzes vom 1. Oktober 1973 erstmals erstellt wurde und seither durch das Bayerische Landesamt für Denkmalpflege geführt wird. Die folgenden Angaben ersetzen nicht die rechtsverbindliche Auskunft der Denkmalschutzbehörde.
 Diese Liste gibt den Fortschreibungsstand vom 16. April 2020 wieder und enthält 39 Baudenkmäler.

## Ensembles

### Ensemble Hammelburger Straße

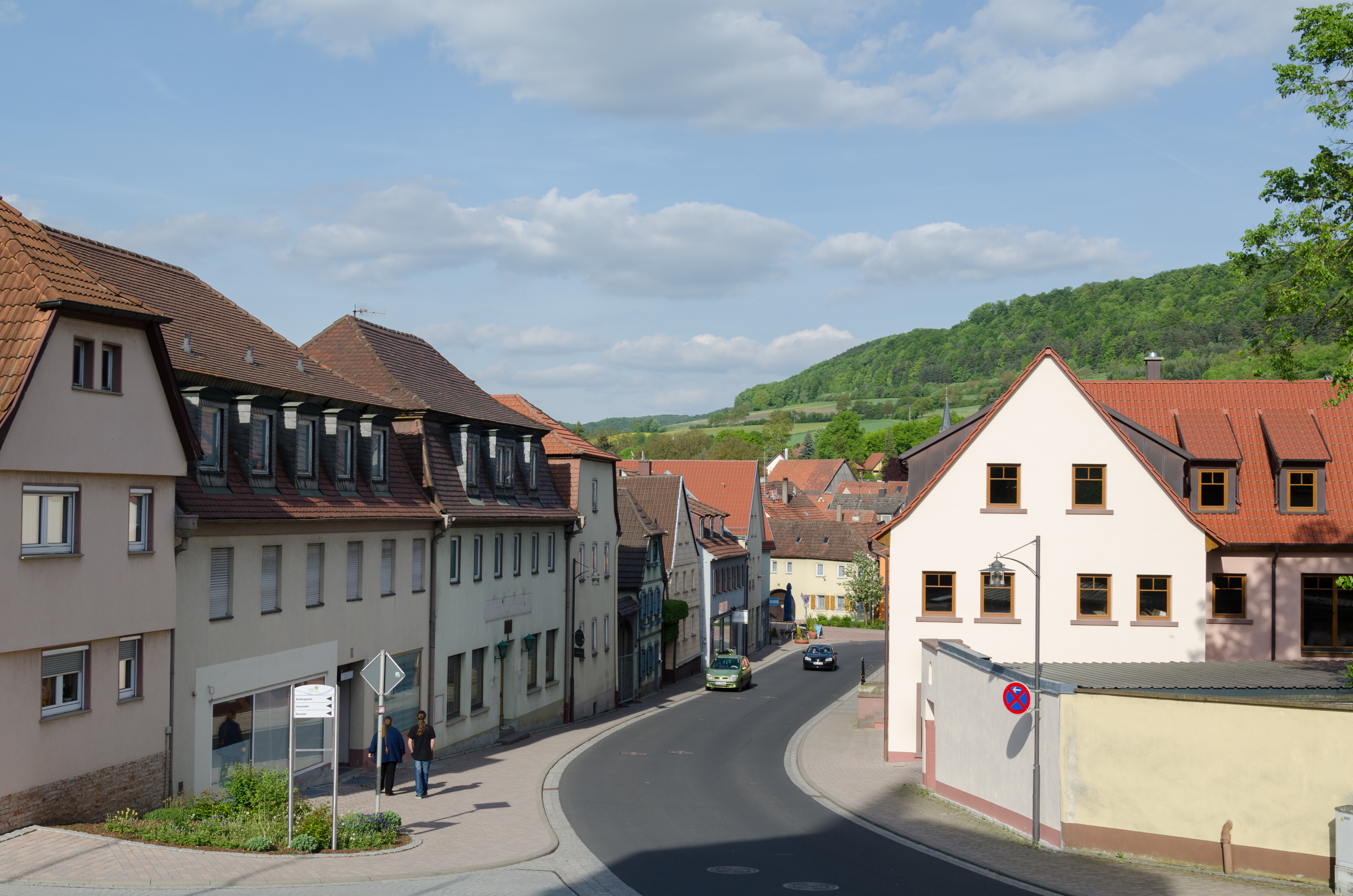
Ensemble Hammelburger Straße

Die vom Marktplatz (Lage) ausgehende Ausfallstraße nach Hammelburg führt in leichter Steigung axial auf den nachgotischen Chor der Pfarrkirche zu. Sie ist mit Wohnhäusern und kleinen Bauernhöfen in geschlossener Reihung bebaut. Die durchweg zweigeschossigen, teils trauf-, teils giebelständigen Häuser haben verputzte Fachwerkobergeschosse und entstammen meist dem 18./19. Jahrhundert. Umgrenzung: Hammelburger Straße 1–17, Gerichtsgasse 11, 22. Aktennummer: E-6-72-122-1.

## Ortsbefestigung Euerdorf
Von der ehemaligen Ringmauer, teils aus Hau- bzw. Bruchsteinmauerwerk, sind Mauerstücke erhalten. Sie wurde im 16. Jahrhundert unter Fürstbischof Julius Echter (1573–1617) errichtet. Ein vermauerter Wappenstein bei Bahnhofstraße 4 enthält die Jahreszahl 1584. Der sogenannte Pulverturm (Lage) aus Hausteinmauerwerk stammt im Kern wohl von 1583. Später wurde er aufgestockt und mit einem Dach versehen. Von den ehemals drei Toren bzw. Tortürmen hat sich nur der nördliche Kissinger Torturm erhalten. Aktennummer: D-6-72-122-1.

Ortsbefestigung vom Kissinger Tor im Uhrzeigersinn
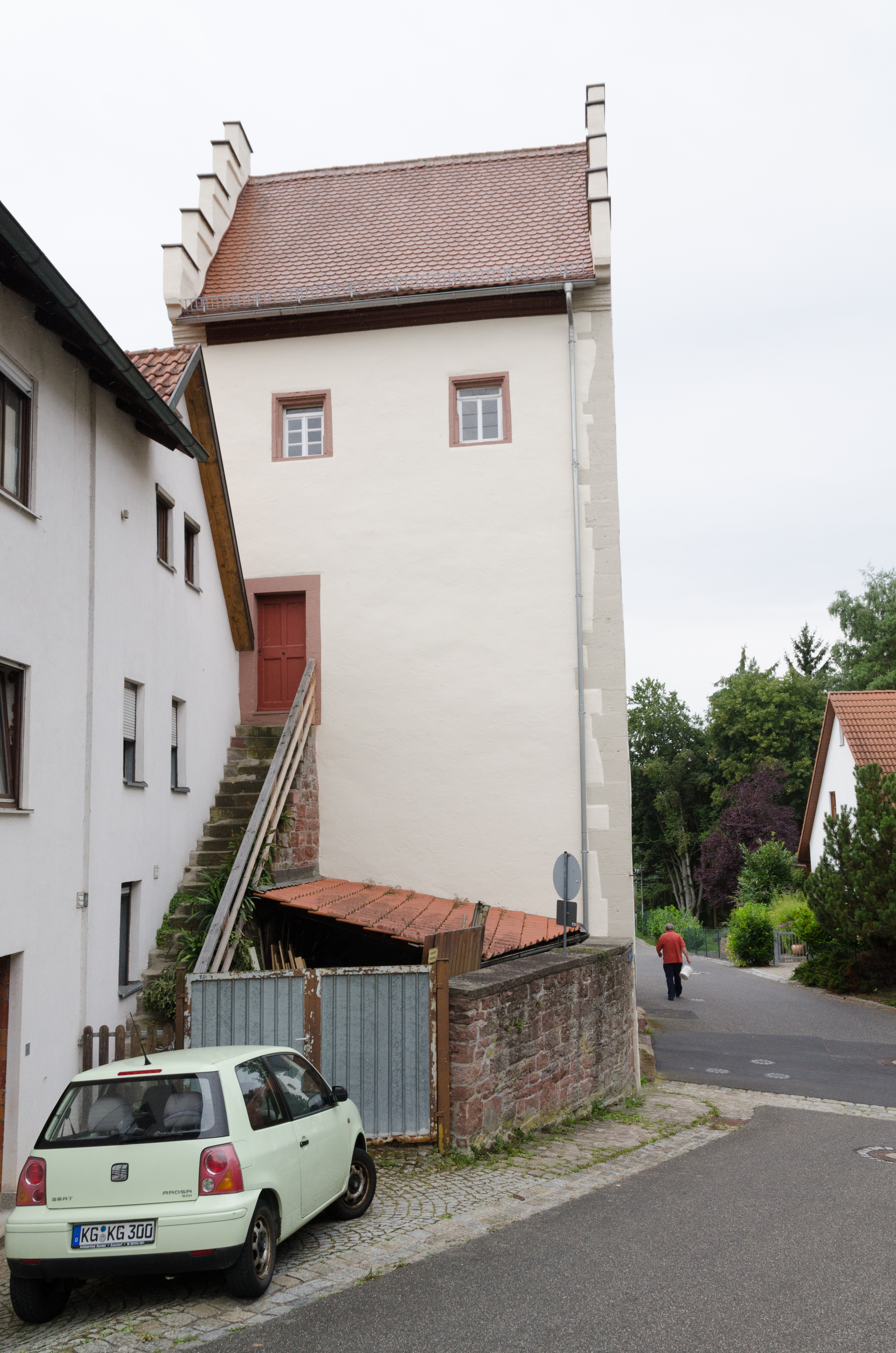
Kissinger Tor vor Südosten
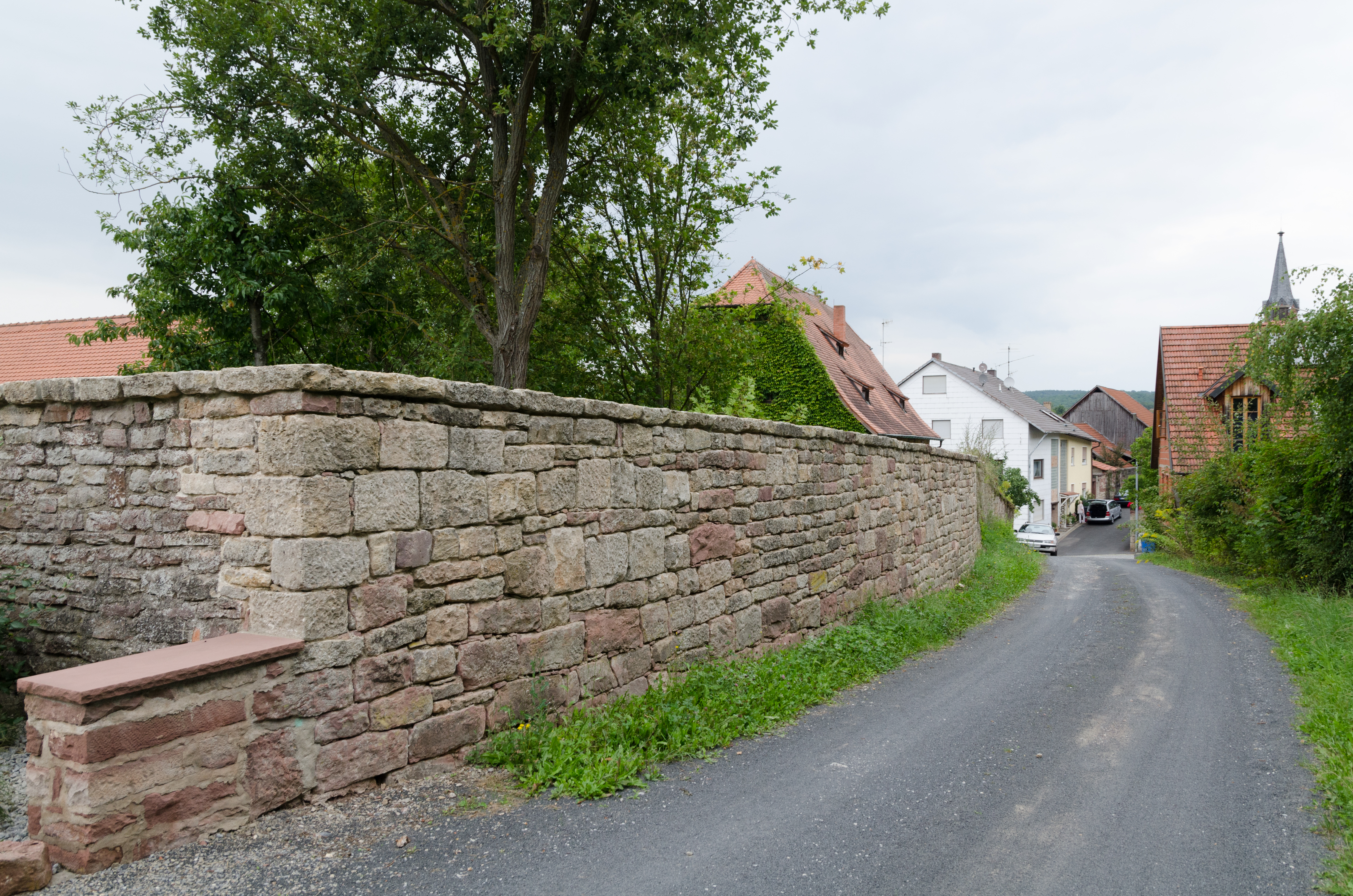
Mauerreste entlang der Ringstraße in Richtung Süden bei Bahnhofstraße 4
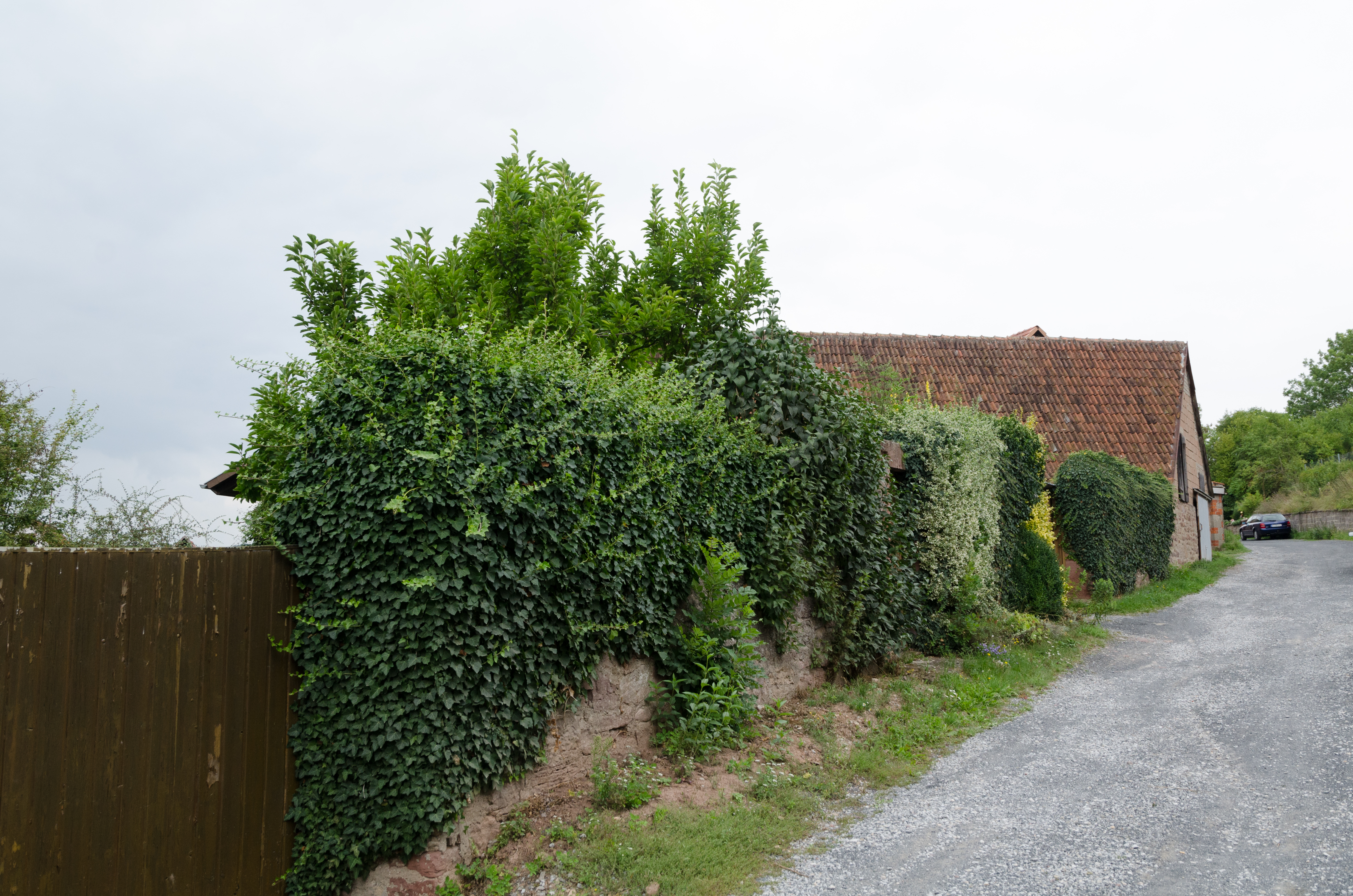
Mauerreste entlang der Ringstraße in Richtung Süden bei Brunnengasse 16
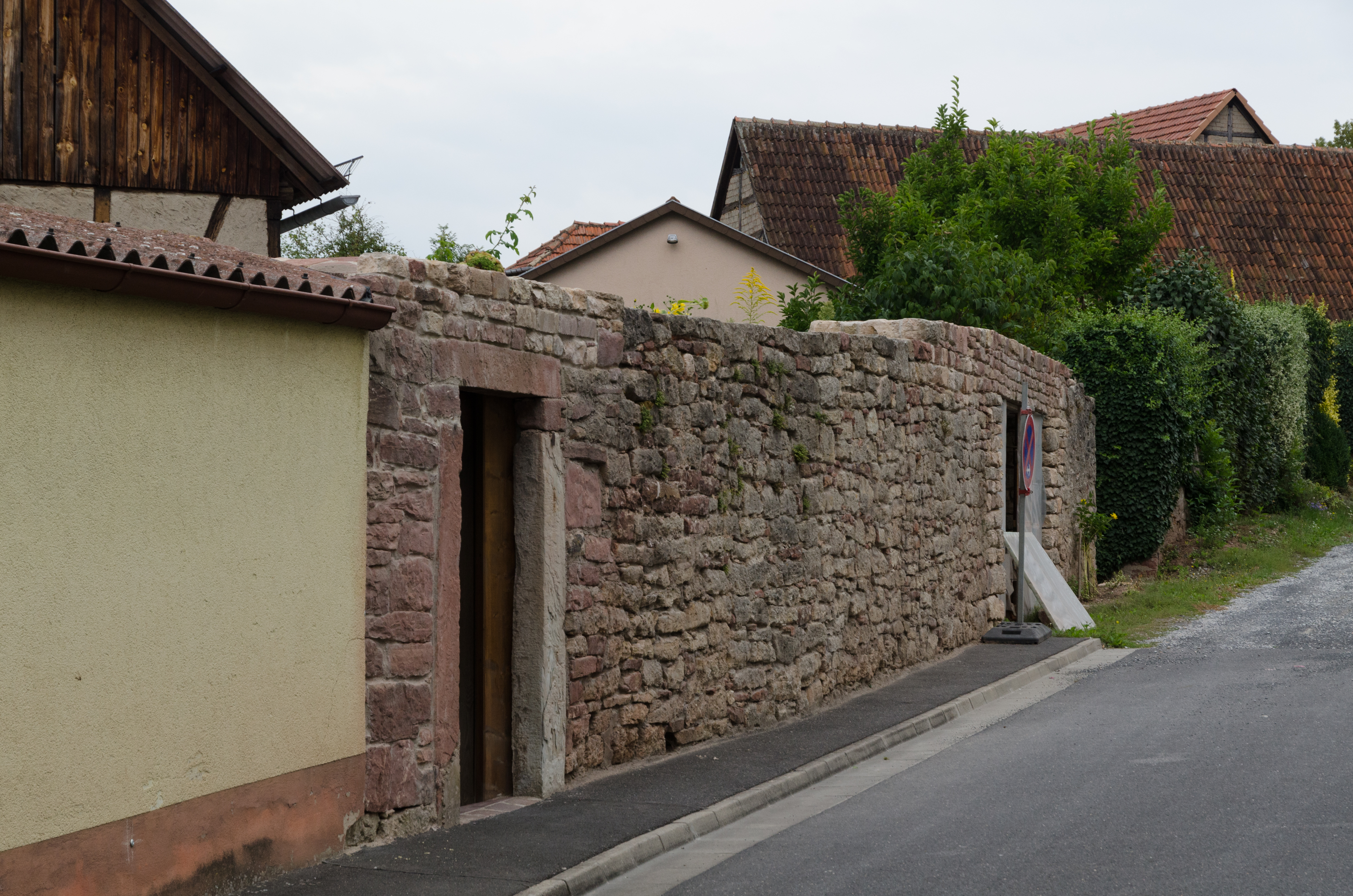
Mauerrest bei Ringstraße 60
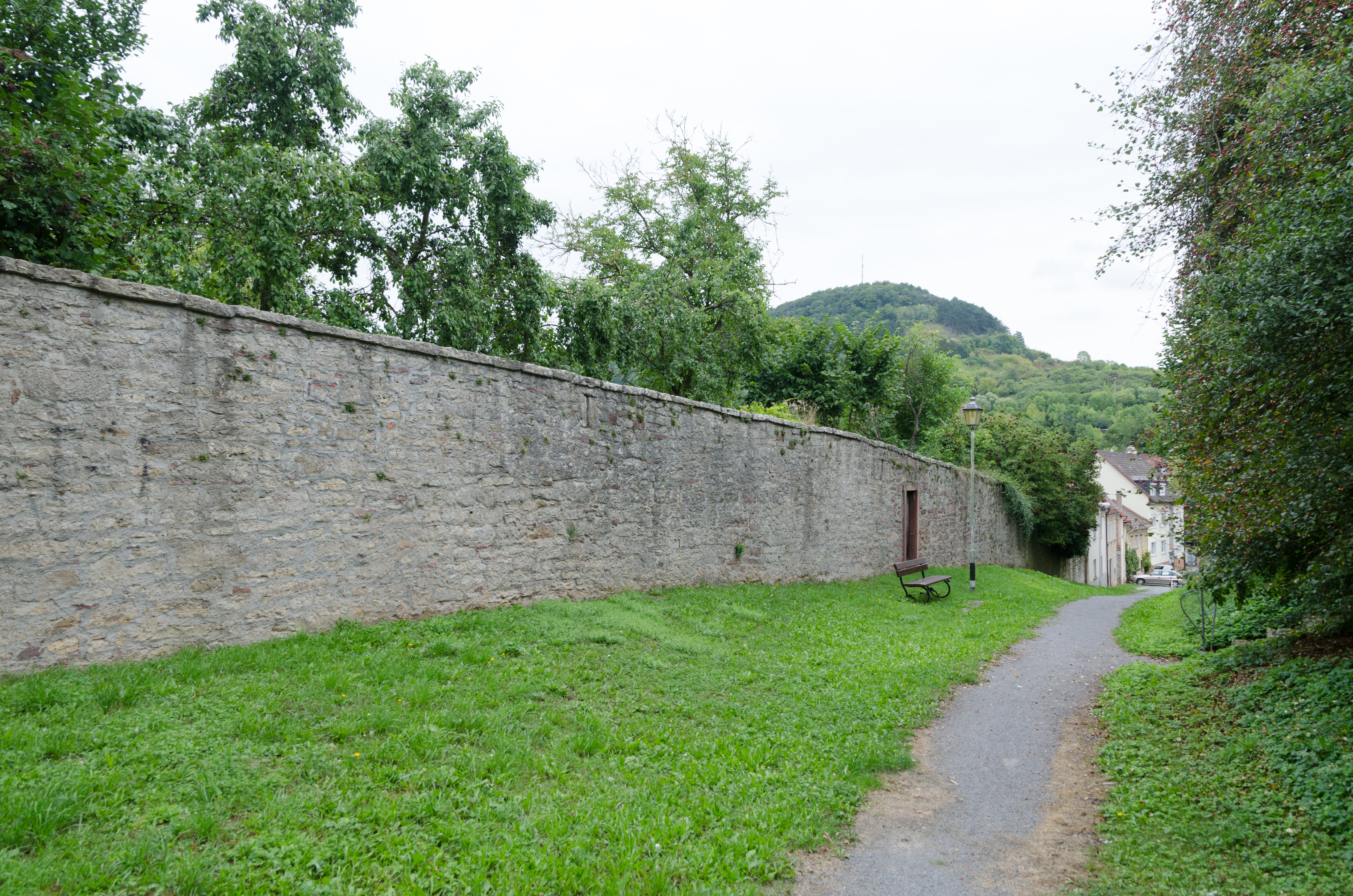
Mauerreste bei Färbergasse 12
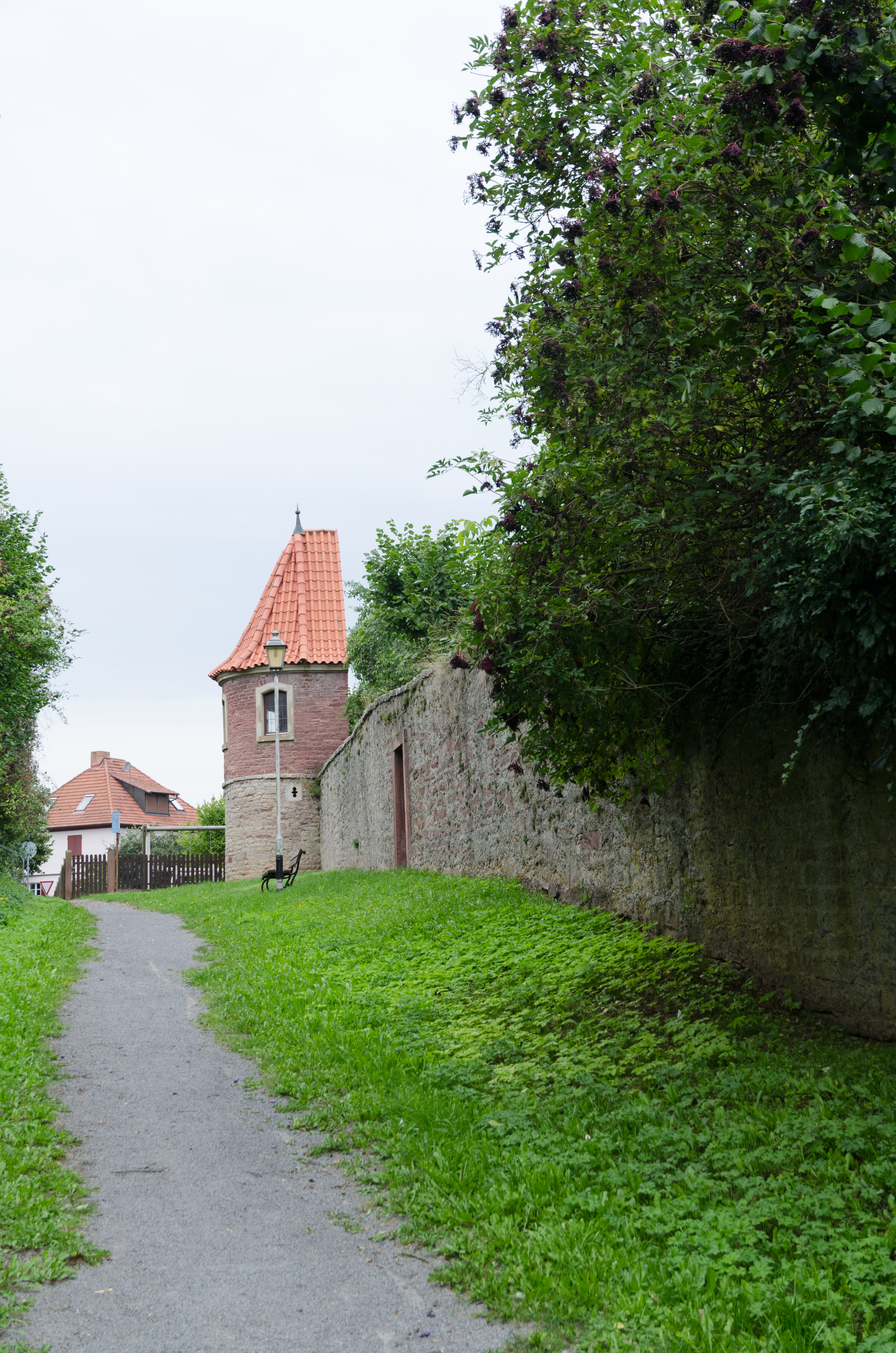
Mauerreste bei Färbergasse 12
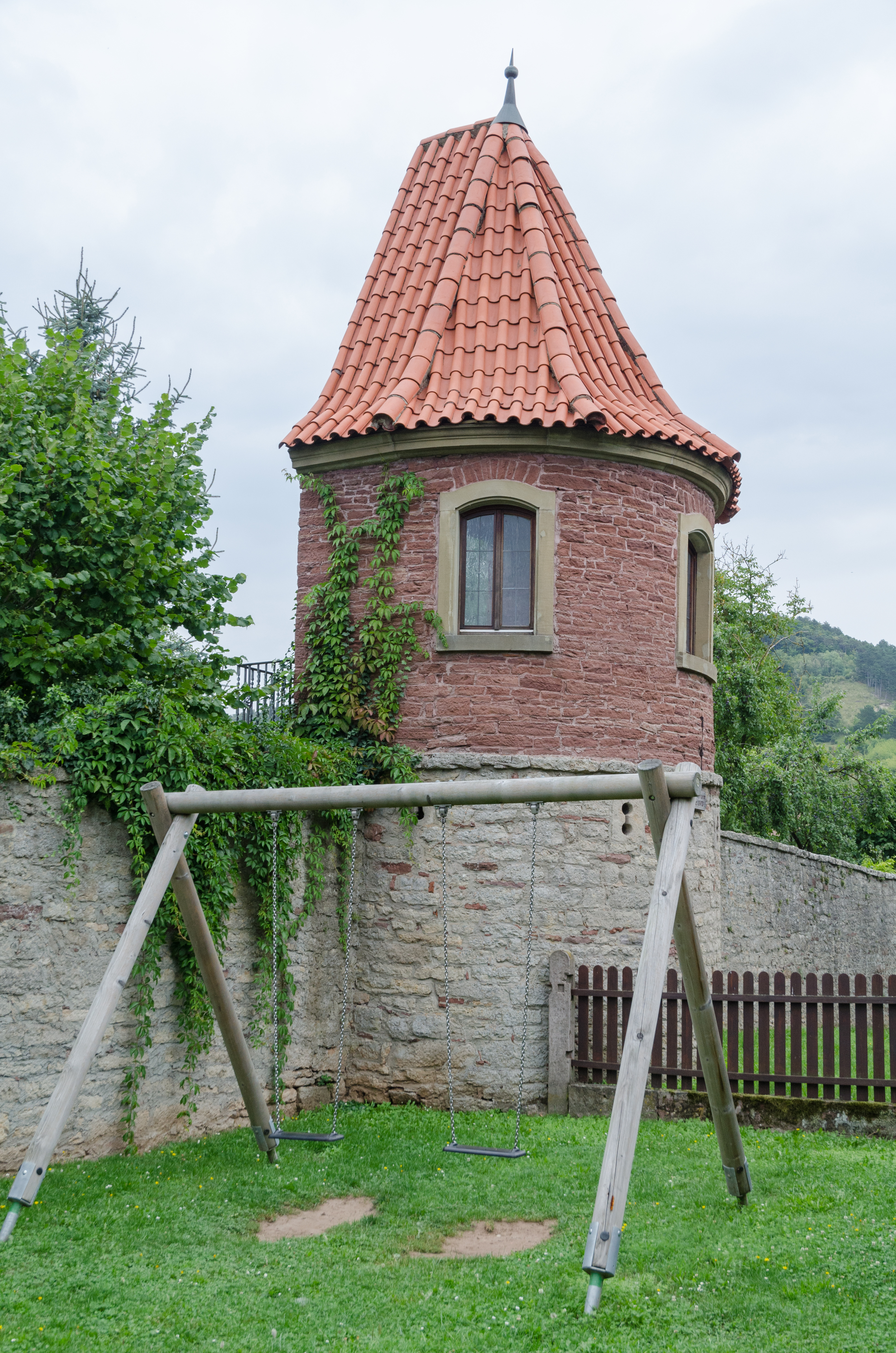
Pulverturm, nahe Hammelburger Straße
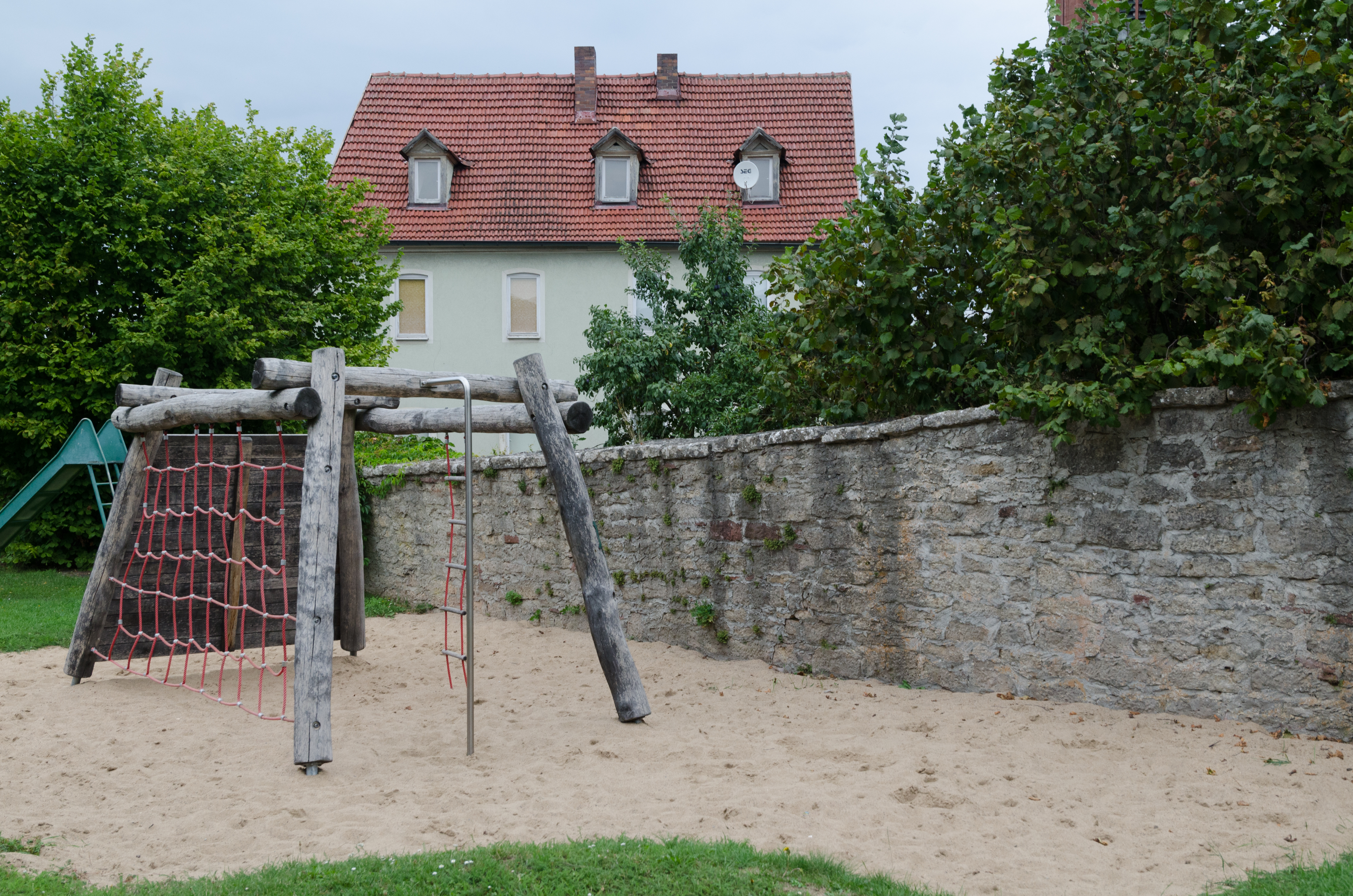
Mauerreste zwischen Pulverturm und Hammelburger Straße
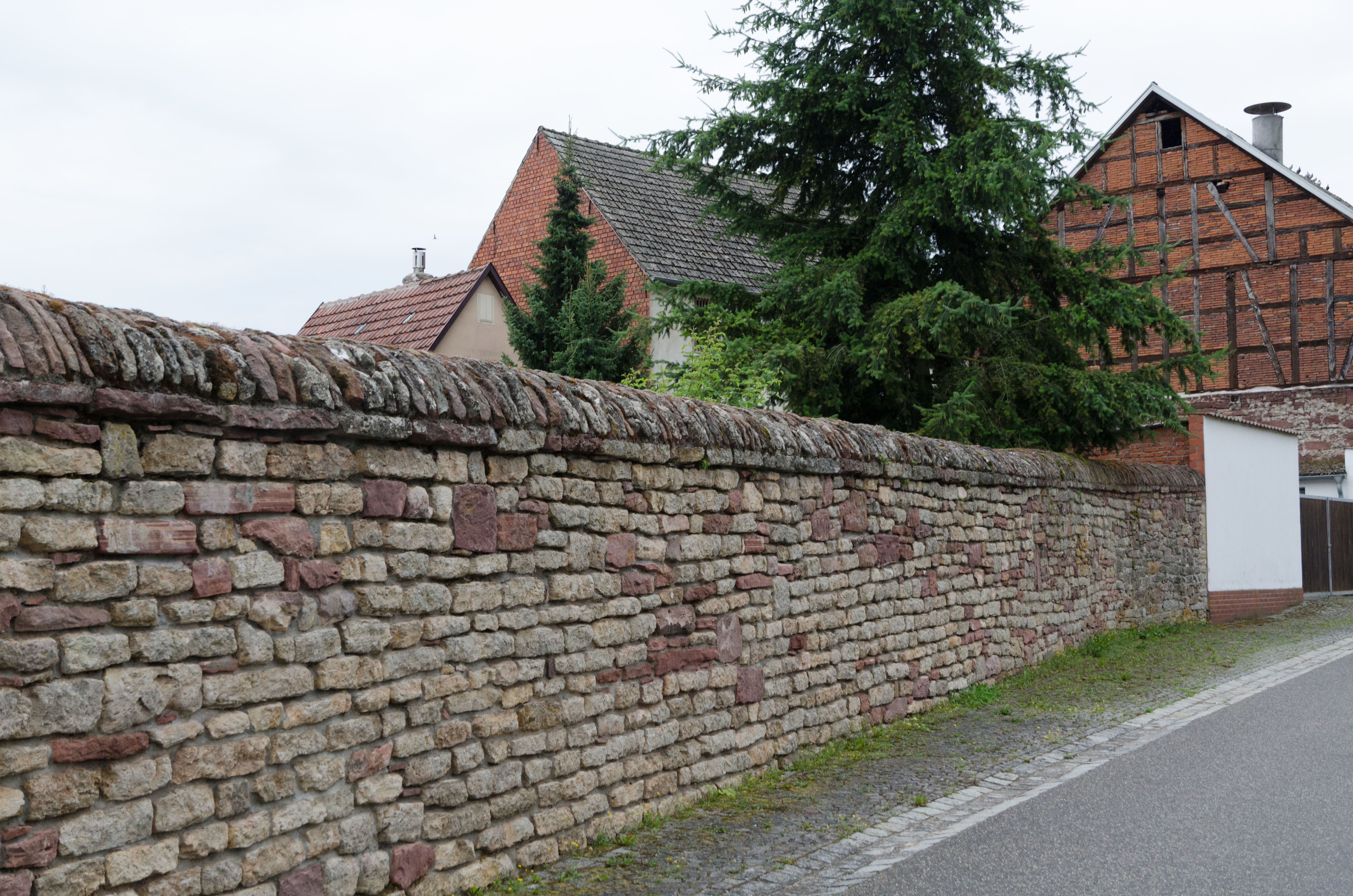
Mauerreste bei Gerbergasse 6
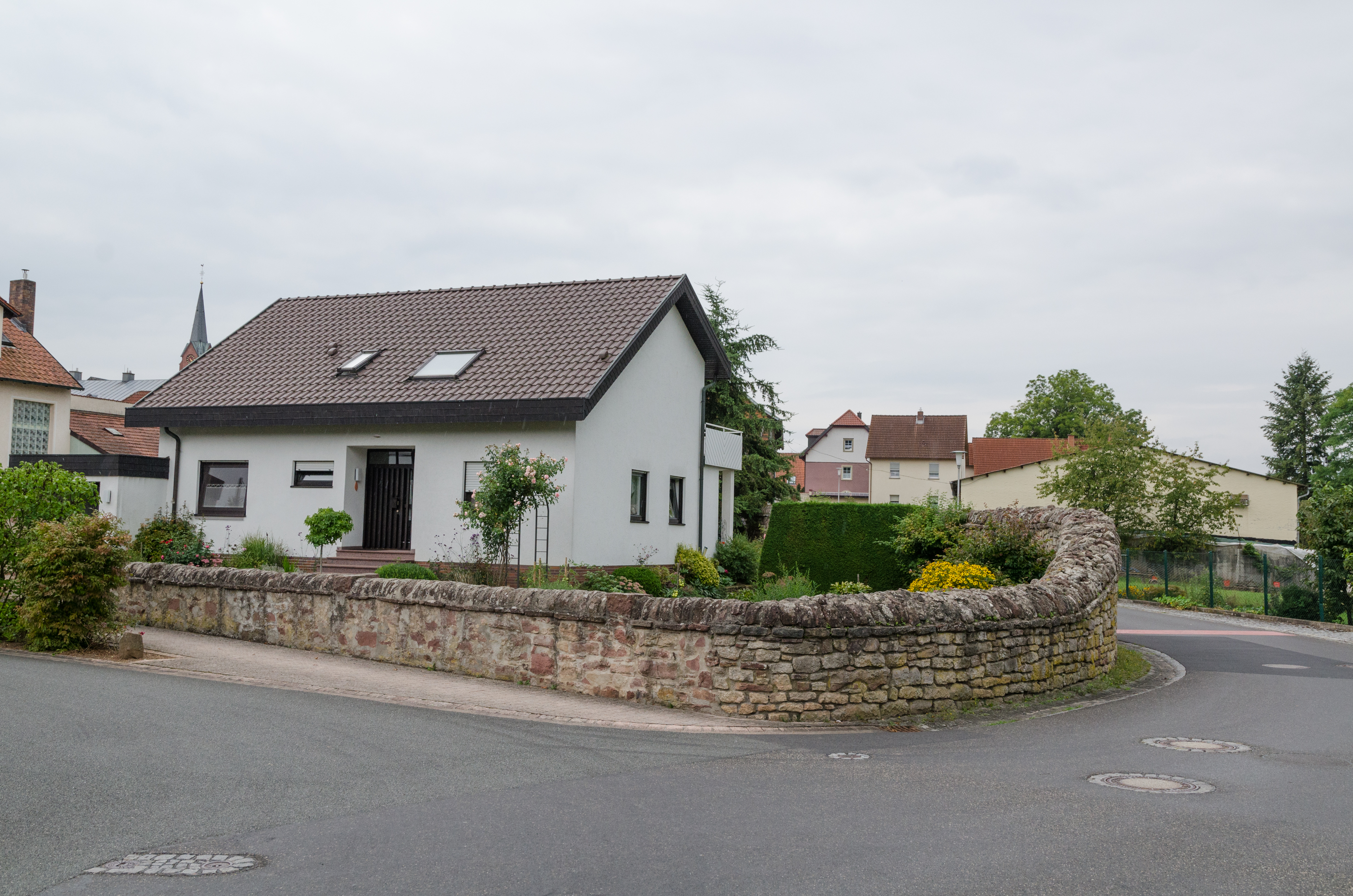
Mauerreste bei Gerbergasse 6

Als Einzeldenkmal ist aufgeführt:

| Lage                           | Objekt  | Beschreibung                                                                    | Akten-Nr.              | Bild           |
| ------------------------------ | ------- | ------------------------------------------------------------------------------- | ---------------------- | -------------- |
| Kissinger Straße 25 (Standort) | Torturm | Dreigeschossiger Massivbau mit Spitzbogentor und Treppengiebel, 15. Jahrhundert | D-6-72-122-14 Wikidata | weitere Bilder |

## Baudenkmäler nach Gemeindeteilen

### Euerdorf
| Lage                                                                   | Objekt                                                                                                   | Beschreibung | Akten-Nr.              | Bild                                  |
| ---------------------------------------------------------------------- | --- | --- | ---------------------- | ------------------------------------- |
| Am Fußpfad (Standort)                                                  | Bildstock                                                                                                | Reliefaufsatz mit Kreuzbekrönung und Darstellung der Dornenkrönung, Rückseite mit Inschrift, auf ornamentiertem Vierkantschaft über Postament, Sandstein, bezeichnet „1710“                                      | D-6-72-122-2 Wikidata  | weitere Bilder                        |
| Bahnhofstraße 4 (Standort)                                             | Ehemaliges Bauernhaus                                                                                    | Zweigeschossiger Krüppelwalmdachbau mit massivem Erdgeschoss, sowie Fachwerkobergeschoss und -giebel, 17./18. Jahrhundert                                                                                        | D-6-72-122-4 Wikidata  | weitere Bilder                        |
| Bünd (Standort)                                                        | Wegkreuz                                                                                                 | Kruzifix auf Tischsockel mit Inschrift, Sandstein, 19. Jahrhundert | D-6-72-122-28 Wikidata | BW                                    |
| Gerichtsgasse 3 (Standort)                                             | Ehemaliges Amtsgericht, ab 1925 ehemalige Gendarmeriestation                                             | Klassizistischer Bau, zweigeschossiger, giebelständiger Flachsatteldachbau, in klassizistischen Formen, 1822 | D-6-72-122-5 Wikidata  | weitere Bilder                        |
| Gerichtsgasse 3 (Standort)                                             | Ehemalige Fronveste                                                                                      | ab 1925 ehemaliges Gefängnis, im Kern spätgotisch, bezeichnet „1555“ und „1557“, Mitte 19. Jahrhundert verändert                                                                                                 | D-6-72-122-5 Wikidata  | weitere Bilder                        |
| Gerichtsgasse 5 (Standort)                                             | Ehemaliger Kornspeicher bzw. Schüttbau                                                                   | Zweigeschossiger, verputzter Massivbau, Hausteinmauerwerk, mit Satteldach, bezeichnet „1552“ | D-6-72-122-6 Wikidata  | weitere Bilder                        |
| Gerichtsgasse 6 (Standort)                                             | Wohnhaus                                                                                                 | Zweigeschossiger, giebelständiger Halbwalmbau, mit massivem Erdgeschoss, Fachwerkobergeschoss und überbauter Toreinfahrt, 16. Jahrhundert                                                                        | D-6-72-122-7 Wikidata  | weitere Bilder                        |
| Gerichtsgasse 18 (Standort)                                            | Bildstock                                                                                                | Aufsatz mit Giebeldach, Kreuzbekrönung und Relief mit Herz Jesu Darstellung, auf erneuertem Vierkantschaft über Tischsockel mit erneuerter Deckplatte, Sandstein und Kunststein, 19. Jahrhundert                 | D-6-72-122-18 Wikidata | weitere Bilder                        |
| Gerichtsgasse 22 (Standort)                                            | Ehemaliges Amtshaus des Würzburger Domkapitels, Jagdschloss, ab 1885 Forstamt                            | Zweigeschossiger Massivbau mit einseitig abgewalmtem Satteldach, nördlichem Treppengiebel sowie östlichem, polygonalem Treppenturm, 1598                                                                         | D-6-72-122-9 Wikidata  | weitere Bilder                        |
| Hammelburger Straße 16 (Standort)                                      | Katholische Pfarrkirche St. Johannes der Täufer                                                          | Chor im Kern um 1610, nach Brand Erneuerung des Westturmes, 1872, integriert in Langhausneubau unter Verwendung der neugotischen Fenstermaßwerke von 1872, 1977–79; mit Ausstattung                              | D-6-72-122-10 Wikidata | weitere Bilder                        |
| Hammelburger Straße 16 (Standort)                                      | Kirchhofmauer                                                                                            | Hausteinmauerwerk, Sandstein, wohl 18./19. Jahrhundert | D-6-72-122-10 Wikidata | weitere Bilder                        |
| Hammelburger Straße 16 (Standort)                                      | Sandsteinkreuz                                                                                           | Kruzifix auf Sockel, darauf Inschriftentafel, bezeichnet „1737“ | D-6-72-122-10 Wikidata | weitere Bilder                        |
| Hammelburger Straße 16 (Standort)                                      | Prozessionsaltar                                                                                         | Baldachinartiger Aufsatz mit Heiligem Georg als Bekrönungsfigur, Rückwand mit Kreuzigungsrelief auf blockaritgem Sockel, Sandstein, bezeichnet „1721“                                                            | D-6-72-122-10 Wikidata | weitere Bilder                        |
| Hammelburger Straße 16 (Standort)                                      | Kriegerdenkmal für die Gefallenen von 1914 bis 1918                                                      | Einfaches, rechteckiges Postament mit Reliefdarstellung von Helm, Ehrenlaub und abgebrochenem Speer, sowie Eisernem Kreuz als Bekrönung, Sandstein, um 1925                                                      | D-6-72-122-10 Wikidata | weitere Bilder                        |
| Hammelburger Straße 17 (Standort)                                      | Pfarrhaus                                                                                                | Zweigeschossiger, verputzter Walmdachbau, Ende 18. Jahrhundert | D-6-72-122-11 Wikidata | weitere Bilder                        |
| Hammelburger Straße 17 (Standort)                                      | Hoftor                                                                                                   | Sandsteinpfeiler mit Kugelaufsatz, wohl gleichzeitig | D-6-72-122-11 Wikidata | weitere Bilder                        |
| Heiligenberg (Standort)                                                | Bildstock                                                                                                | Reliefaufsatz mit Darstellung des Heiligen Urban, auf Rundsäule mit ionischem Kapitell, über erneuertem Tischsockel, Sandstein, bezeichnet „1778“                                                                | D-6-72-122-22 Wikidata | BW                                    |
| Hesselberg (Standort)                                                  | Flurkreuz                                                                                                | Erneuertes Kreuz auf Tischsockel, Sandstein, bezeichnet „1870“ | D-6-72-122-40 Wikidata | BW                                    |
| Vor der Dorfstelle des mittelalterlichen Weilers Sommerberg (Standort) | Sühnekreuze, sogenannte Pfaffensteine                                                                    | Zwei einfach gehauene Sandsteinkreuze, teilweise im Waldboden eingesunken, wohl mittelalterlich; nicht nachqualifiziert, im Bayerischen Denkmalatlas nicht kartiert                                              | D-6-72-122-27 Wikidata | Sühnekreuze, sogenannte Pfaffensteine |
| Kissinger Straße 34 (Standort)                                         | Ehemaliges Zehntgebäude                                                                                  | Zweigeschossiger, giebelständiger Massivbau mit Satteldach und nördlichem Treppengiebel, 16. Jahrhundert | D-6-72-122-13 Wikidata | weitere Bilder                        |
| Marktplatz 7 (Standort)                                                | Wohnhaus                                                                                                 | Zweigeschossiger Fachwerkbau mit Satteldach und Wasserspeiern, 18. Jahrhundert | D-6-72-122-15 Wikidata | weitere Bilder                        |
| Nähe Bahnhofstraße (Standort)                                          | Friedhofskapelle St. Willibrord                                                                          | Kleiner Saalbau mit westlichem, neugotischen Dachreiter, 1454 (dendrochronologisch datiert), 1868 umgebaut | D-6-72-122-3 Wikidata  | weitere Bilder                        |
| Nähe Bahnhofstraße (Standort)                                          | Friedhofsmauer                                                                                           | Hausteinmauerwerk, Sandstein, 17./18. Jahrhundert | D-6-72-122-3 Wikidata  | weitere Bilder                        |
| Nähe Bahnhofstraße (Standort)                                          | Friedhofskreuz                                                                                           | Kruzifix auf Postament mit Inschrift, mit Assistenzfiguren auf Säulen, Sandstein, 19. Jahrhundert | D-6-72-122-3 Wikidata  | weitere Bilder                        |
| Nähe Hammelburger Straße (Standort)                                    | Pietà | In moderner Wegkapelle, Sandstein, 16./17. Jahrhundert | D-6-72-122-12 Wikidata | weitere Bilder                        |
| Nähe Kissinger Straße (Standort)                                       | Bogenbrücke                                                                                              | Hausteinmauerwerk mit beidseitigen Brückenköpfen, Sandstein, 16. Jahrhundert, Brückenverlängerung um je einen kleineren Bogen, wohl um 1740                                                                      | D-6-72-122-29 Wikidata | weitere Bilder                        |
| Nähe Kissinger Straße; auf der Saalebrücke (Standort)                  | St.-Nepomuk-Statue                                                                                       | Auf Postament mit Inschriftenkartusche, Sandstein, bezeichnet „1713“ | D-6-72-122-29 Wikidata | weitere Bilder                        |
| Ringstraße (Standort)                                                  | Prozessionsaltar                                                                                         | Baldachinartige Überdachung mit Kreuzschlepper und Schächer als Bekrönung, an der Rückwand Reliefdarstellung mit Christus am Ölberg, auf würfelförmigem Postament, Sandstein, bezeichnet „1716“                  | D-6-72-122-19 Wikidata | weitere Bilder                        |
| Ramsthaler Straße (Standort)                                           | Bildstock                                                                                                | Mit Kreuzigung, bezeichnet „1611“ | D-6-72-122-26 Wikidata | weitere Bilder                        |
| Ringstraße 1 (Standort)                                                | Pietà | Skulptur einer Pietàszene mit Assistenzfigur, auf Vierkantsockel mit Inschriftenkartusche, Sandstein, bezeichnet „1731“                                                                                          | D-6-72-122-17 Wikidata | weitere Bilder                        |
| Ringstraße 1 (Standort)                                                | Ehemaliges Distriktskrankenhaus (bis 1936)                                                               | Zweigeschossiger, verputzter Eckbau mit Satteldach, in klassizistischen Formen, um 1830/40 | D-6-72-122-16 Wikidata | weitere Bilder                        |
| Schleifweg (Standort)                                                  | Wegkreuz                                                                                                 | Kruzifix auf Tischsockel mit Inschrift, darauf altarähnlicher Aufbau mit Relief einer Monstranz, Sandstein, bezeichnet „1876“                                                                                    | D-6-72-122-25 Wikidata | BW                                    |
| Schweinfurter Straße (Standort)                                        | Bildstockaufsatz                                                                                         | Vierseitiger Reliefaufsatz mit Kielbogenabschluss und Darstellung der Kreuzigung mit Assistenzfiguren und Stiftern, sowie der Heiligen Drei Könige, auf modernem Sockel, Sandstein, bezeichnet „17. Jahrhundert“ | D-6-72-122-20 Wikidata | weitere Bilder                        |
| Schweinfurter Straße 5 (Standort)                                      | Wirtshaus mit ehemaliger Gemeindekanzlei                                                                 | Dreigeschossiger Massivbau mit Fachwerkobergeschoss, Satteldach und Treppengiebel, sowie westlicher Tordurchfahrt, 16. Jahrhundert, spätere Umbauphase mit Portalverzierung, bezeichnet „1798“                   | D-6-72-122-21 Wikidata | weitere Bilder                        |
| Schweinfurter Straße 29 (Standort)                                     | Ehemaliges Altenheim der Philippischen Armenasylstiftung, ab 1936 Distriktkrankenhaus, ab 1966 Altenheim | Zweigeschossiger Massivbau mit Krüppelwalmdach, südlichem Schweifgiebel und Sandsteingliederung, von Carl Krampf, bezeichnet „1902“                                                                              | D-6-72-122-39 Wikidata | weitere Bilder                        |
| Schweinfurter Straße 29 (Standort)                                     | Grabmal für Carolina Philippi                                                                            | Spätklassizistische Sandsteingruppe mit jungem Mädchen und Genius, von Michael Arnold, 1855 | D-6-72-122-38 Wikidata | weitere Bilder                        |
| Zeilweg 2 (Standort)                                                   | Bildstock                                                                                                | Reliefaufsatz mit Darstellung der Kreuzigung mit Assistenzfiguren, darunter zwei Stifterfiguren, auf Rundsäule mit Weinrankenornament, über würfelförmigem Sockel mit Inschrift, Sandstein, bezeichnet „1754“    | D-6-72-122-23 Wikidata | BW                                    |
| B 287 ()                                                               | Kilometerstein                                                                                           | nach 1872 | D-6-72-122-56          |                                       |
| Bahnlinie Gemünden - Bad Kissingen (bei Bahn-km 39,334) ()             | Bahnbrücke                                                                                               | Eisenbahnüberführung der Saaletalbahn Gemünden am Main - Bad Kissingen, dreibogiger Viadukt aus Rotsandstein-Buckelquadermauerwerk, 1913                                                                         | D-6-72-122-55          |                                       |

### Wirmsthal
| Lage                                             | Objekt                                           | Beschreibung | Akten-Nr.              | Bild           |
| ------------------------------------------------ | ------------------------------------------------ | --- | ---------------------- | -------------- |
| Euerdorfer Straße; Mittlerer Weinberg (Standort) | Bildstock                                        | Reliefaufsatz mit Darstellung der Heiligen Familie in Muschelnische, flankiert von Pilastern, auf Rundsäule über Postament, Sandstein, bezeichnet „1820“                                              | D-6-72-122-34 Wikidata | weitere Bilder |
| Friedhofstraße 4 (Standort)                      | Friedhofskreuz                                   | Kruzifix auf Tischsockel mit Inschriftenfeld, Sandstein, bezeichnet „1834“ | D-6-72-122-33 Wikidata | Friedhofskreuz |
| Hauptstraße (Standort)                           | Bildstock                                        | Reliefaufsatz mit Darstellung der Kreuzigung, Rückseite mit Inschrift, an den Seiten Heiliger Petrus und Heiliger Johannes, auf Säule mit Würfelkapitell über Postament, Sandstein, bezeichnet „1622“ | D-6-72-122-36 Wikidata | Bildstock      |
| Hauptstraße 5 (Standort)                         | Katholische Filialkirche St. Johannes der Täufer | Saalbau mit leicht eingezogenem Chor und westlichem Chorturm mit Spitzhelm, klassizistisch, 1823; mit Ausstattung                                                                                     | D-6-72-122-30 Wikidata | weitere Bilder |
| Hauptstraße 5 (Standort)                         | Kirchhofmauer                                    | Hausteinmauerwerk, Sandstein, wohl gleichzeitig | D-6-72-122-30 Wikidata | Kirchhofmauer  |
| Hauptstraße 5 (Standort)                         | Kreuz                                            | Kruzifix auf Tischsockel mit Inschrift, Sandstein, bezeichnet „1833“ | D-6-72-122-30 Wikidata | weitere Bilder |
| Hauptstraße 5 (Standort)                         | Bildstockaufsatz                                 | Reliefaufsatz mit Kreuzigungsszene mit Assistenzfiguren, Sandstein, zweite Hälfte 17. Jahrhundert, in die Kirchhofmauer integriert                                                                    | D-6-72-122-30 Wikidata | weitere Bilder |
| Hauptstraße 11 (Standort)                        | Bildstock                                        | Reliefaufsatz mit Darstellung der Heiligen Dreifaltigkeit, an den Seiten Heiligendarstellungen, auf Rundsäule mit ionischem Kapitell, über Tischsockel, Sandstein, 17./18. Jahrhundert                | D-6-72-122-31 Wikidata | weitere Bilder |
| Hauptstraße 22 (Standort)                        | Heiligenfigur                                    | Skulptur einer sitzenden Madonna, Sandstein, in modernem Heiligenhäuschen, Sandstein, wohl 19. Jahrhundert                                                                                            | D-6-72-122-32 Wikidata | Heiligenfigur  |
| Kreisstraße KG 7; Weißtal (Standort)             | Bildstock                                        | Rechteckige Reliefplatte mit Kreuzigungsdarstellung und Stifterfamilie, Rückseite mit Pietà und Inschrift, Sandstein, auf erneuertem Kunststeinschaft, über Postament, 17. Jahrhundert                | D-6-72-122-37 Wikidata | weitere Bilder |
| Lobentalweg (Standort)                           | Wegkreuz                                         | Kruzifix auf Tischsockel, Sandstein, bezeichnet „1748“ | D-6-72-122-35 Wikidata | weitere Bilder |